# No callarem
No Callarem (castellà: No Callaremos) és una plataforma espanyola transversal i plural de ciutadans, col·lectius i entitats que treballen plegats pel dret a la llibertat d'expressió. Fundada durant el març del 2017 com a resposta a l'amenaça a un retrocés dels límits de la llibertat d'expressió a causa de l'aplicació de la llei mordassa.
Una de les causes immediates de la plataforma va ser la condemna a tres anys i mig del raper Valtònyc per una cançó on criticava la monarquia espanyola. El 2018, la plataforma va organitzar una jornada de concerts per reivindicar l'alliberament de Valtònyc i Pablo Hasél, que va tenir lloc al centre penitenciari La Model amb actuacions de Txarango, Maria Arnal i Marçal Bagés, a més del mateix Valtònyc.
El setembre del 2021, la plataforma va presentar una campanya per a denunciar la vulneració dels drets humans a l'Estat espanyol a través del documentari Art. 490, un film per la llibertat, que és previst que s’estreni la primavera del 2022. El film se centra en els casos d'Elgio, Pablo Hasel i Valtònyc, que comparteixen les seves respectives històries a partir de la inhabilitació i incloent l'exili i la presó.